# Região Geográfica Intermediária de Ponta Grossa
A Região Geográfica Intermediária de Ponta Grossa é uma das seis regiões intermediárias do estado brasileiro do Paraná e uma das 134 regiões intermediárias do Brasil, criadas pelo Instituto Brasileiro de Geografia e Estatística (IBGE) em 2017. É composta por 26 municípios, distribuídos em três regiões geográficas imediatas.
Sua população total estimada pelo Instituto Brasileiro de Geografia e Estatística (IBGE) para 1º de julho de 2018 é de 972 921 de habitantes, distribuídos em uma área total de 29 771,670 km².
Ponta Grossa é o município mais populoso da região intermediária, com 348 043 habitantes, de acordo com estimativas de 2018 do Instituto Brasileiro de Geografia e Estatística (IBGE).

## Regiões geográficas imediatas
| Região geográfica imediata                   | Municípios | População Estimativa 2018 | Área (km²) |
| -------------------------------------------- | --- | ------------------------- | ---------- |
| Região Geográfica Imediata de Ponta Grossa   | Arapoti Carambeí Castro Ipiranga Ivaí Jaguariaíva Palmeira Piraí do Sul Ponta Grossa Porto Amazonas São João do Triunfo Sengés | 631 810                   | 14 805,870 |
| Região Geográfica Imediata de Telêmaco Borba | Curiúva Imbaú Ortigueira Reserva Telêmaco Borba Tibagi Ventania                                                                | 187 142                   | 10 065,846 |
| Região Geográfica Imediata de Irati          | Fernandes Pinheiro Imbituva Irati Mallet Rebouças Rio Azul Teixeira Soares                                                     | 153 969                   | 4 899,954  |
| Total                                        | 26 | 972 921                   | 29 771,670 |